# Чемпіонат Німеччини з хокею 2001—2002
Чемпіонат Німеччини з хокею 2002 — 85-ий чемпіонат Німеччини з хокею, чемпіоном став Адлер Мангейм. Чемпіонат тривав з 7 вересня 2001 року по 17 березня 2002 року. Матчі серії плей-оф проходили з 22 березня по 21 квітня 2002 року.

## Регулярний сезон
| М   | Команда                  | І  | В  | ВО | ПО | П  | Ш       | О   |
| --- | ------------------------ | -- | -- | -- | -- | -- | ------- | --- |
| 1.  | Мюнхен Баронс            | 60 | 33 | 10 | 2  | 15 | 182:138 | 121 |
| 2.  | Адлер Мангейм            | 60 | 34 | 6  | 6  | 14 | 186:135 | 120 |
| 3.  | Крефельдські Пінгвіни    | 60 | 34 | 6  | 4  | 16 | 210:162 | 118 |
| 4.  | Нюрнберг Айс Тайгерс     | 60 | 31 | 7  | 4  | 18 | 180:134 | 111 |
| 5.  | Кассель Хаскіс           | 60 | 26 | 6  | 8  | 20 | 157:147 | 98  |
| 6.  | Кельнер Гайє             | 60 | 27 | 3  | 6  | 24 | 173:153 | 93  |
| 7.  | Айсберен Берлін          | 60 | 25 | 6  | 5  | 24 | 177:166 | 92  |
| 8.  | Аугсбург Пантерс         | 60 | 23 | 8  | 6  | 23 | 185:189 | 91  |
| 9.  | ДЕГ Метро Старс          | 60 | 23 | 8  | 3  | 26 | 143:139 | 88  |
| 10. | Ганновер Скорпіонс       | 60 | 21 | 4  | 7  | 28 | 180:201 | 78  |
| 11. | «Франкфурт Ліонс»        | 60 | 20 | 7  | 2  | 31 | 156:199 | 76  |
| 12. | Ізерлон Рустерс          | 60 | 19 | 4  | 9  | 28 | 154:183 | 74  |
| 13. | Обергаузен               | 60 | 18 | 5  | 6  | 31 | 168:187 | 70  |
| 14. | Москітос Ессен           | 60 | 18 | 3  | 8  | 31 | 163:195 | 68  |
| 15. | Берлін Кепіталс          | 60 | 19 | 6  | 5  | 30 | 168:205 | 68  |
| 16. | «Швеннінгер Вайлд Вінгс» | 60 | 18 | 2  | 10 | 30 | 134:183 | 68  |

Скорочення: М = підсумкове місце, І = ігри, В = перемоги, ВО = перемога в овертаймі, ПО = поразки в овертаймі, П = поразки,  Ш = закинуті та пропущені шайби, О = набрані очки
Згідно з регламентом за перемогу - три очка, за перемогу в овертаймі - два очка, за поразку в овертаймі - одне очко.

## Серія за збереження у лізі
- Берлін Кепіталс — «Швеннінгер Вайлд Вінгс» 0:5, 2:1, 6:3, 1:5, 3:2 Б, 1:4, 5:7

## Плей-оф

### Чвертьфінали
- Крефельдські Пінгвіни — Кельнер Гайє 1:2 Б, 3:4, 2:4
- Нюрнберг Айс Тайгерс — Кассель Хаскіс 0:4, 2:3, 3:2 Б, 0:3
- Адлер Мангейм — Айсберен Берлін 2:3 ОТ, 3:2, 4:3 Б, 3:1
- Мюнхен Баронс — Аугсбург Пантерс 5:6 Б, 2:1, 4:2, 5:1

### Півфінали
- Мюнхен Баронс — Кельнер Гайє 2:1, 2:3, 3:4, 5:2, 1:2 Б
- Адлер Мангейм — Кассель Хаскіс 5:4, 3:2 ОТ, 2:0

### Фінал
- Адлер Мангейм — Кельнер Гайє 4:0, 2:3, 2:4, 3:1, 1:2